# トロヤニ (ウッチ県)
トロヤニ (Trojany)[trɔˈjanɨ] はポーランド中央部のウッチ県、ズギェシ郡のグミナ・パジェンチェフにある村である。パジェンチェフから6キロほど北西、ズギェシから23キロほど北西、県都ウッチから30キロほど北西にある。